# Friedrich Bernhard André
Friedrich Bernhard André (auch Fritz Hermann Bernhard; * 24. Dezember 1859 in Osnabrück; † 16. Juni 1927 in Marburg) war ein deutscher Rechtswissenschaftler und Hochschullehrer.

## Leben

### Werdegang und Wirken
Friedrich Bernhard André war der Sohn des Wilhelm André (1827–1903, Oberbürgermeister von Chemnitz) und dessen Ehefrau Johanna Friederike Heye (1829–1897). 
Nach dem Abitur in Chemnitz absolvierte er an den Universitäten in Tübingen, Leipzig und Berlin  ein Studium der Rechtswissenschaften und legte im Oktober 1881 sein erstes juristisches Staatsexamen ab. Während seiner Referendarzeit promovierte er am 3. Mai 1884 in Berlin zum Dr. jur. Nach dem zweiten juristischen Staatsexamen im Oktober 1887 folgte die Anstellung als Gerichtsassessor beim Landgericht Göttingen. Drei Jahre später erhielt er die Lehrberechtigung für Römisches Recht an der Georg-August-Universität Göttingen und wurde hier im Dezember 1892 zunächst außerordentlicher Professor, bis er im März 1897 planmäßiger außerordentlicher Professor wurde.
An der Philipps-Universität Marburg wurde er im Oktober 1899 Ordinarius für Römisches und deutsches bürgerliches Recht und war hier in den Jahren 1905, 1912 und 1919 Dekan der juristischen Fakultät. 1906 war er als Nachfolger von Ludwig Enneccerus Rektor dieser Universität. André musste Kriegsdienst leisten und war Major in der Landwehr. Seine Ernennung zum Geheimen Justizrat fiel auf den 14. Dezember 1917. In Marburg war er planmäßiger ordentlicher Professor, bevor er am 26. August 1922 zum Direktor des Instituts für öffentliches und Arbeitsrecht ernannt wurde. 
In diesem Amt blieb er bis zu seiner Emeritierung zum 31. März 1926.

### Werke
- Die Einrede des Nicht erfülllten Vertrages im heutigen gemeinen Recht, Verlag Breitkopf & Härtel, Leipzig 1890
- Einfache, zusammengesetzte, verbundene Rechtsgeschäfte: ein Beitrag zu § 139 des Bürgerlichen Gesetzbuchs, Elwert Verlag Marburg, 1913
- Professuren für Auslandsdeutschtum, Stilke-Verlag Berlin, 1926

### Familie
Er war verheiratet mit Helene Emilie Beck (1862–1944). Aus der Ehe stammen die Kinder Erika Helen Elise (1887–1934), ⚭ Carl August Friedrich von Marschall (* 1878), Friedrich Wilhelm Otto (1892–1916, gefallen in Douaumont) und Margarethe Elisabeth Sophie (1898–1987), ⚭ Heinrich Johannes Martin Viereck (1879–1965).